# ری:زیرو − شروع زندگی در دنیای دیگر
ری:زیرو − شروع زندگی در دنیای دیگر (به انگلیسی: Re:Zero − Starting Life in Another World)⁪ (ژاپنی: Re:ゼロから始める異世界生活 هپبورن: Re:Zero kara Hajimeru Isekai Seikatsu) که تحت عنوان ری: زندگی از صفر در دنیای دیگر (به انگلیسی: Re: Life in a different world from zero) و نام خلاصه شده ری:زیرو نیز شناخته می‌شود، مجموعه لایت ناول ژاپنی به نوشته تپی ناگاتسوکی و تصویرسازی شینیچیرو اوتسوکا است. این مجموعه نخستین بار در وب سایت شویسسکا نی نارو از سال ۲۰۱۲ به بعد منتشر شد. از این مجموعه سی لایت ناول و پنج جلد داستان فرعی و هفت مجموعه داستان کوتاه توسط مدیا فکتوری منتشر شده‌است. داستان دربارهٔ پسری به نام سوبارو ناتسوکی، یک هیکیکوموری است که در راه بازگشت به خانه از فروشگاه ناگهان به دنیای دیگری منتقل می‌شود.
سه آرک اول داستان در مجموعه‌های جداگانه در قالب مانگا اقتباس شده‌است که اولین جلد مانگا بین ژوئن ۲۰۱۴ و مارس ۲۰۱۵ و دومین جلد توسط اسکوئر انیکس از اکتبر ۲۰۱۴ و سومین جلد در می ۲۰۱۵ متشر شد. مجموعه تلویزیونی انیمه اقتباس شده از این اثر ساخته استودیو وایت فاکس از آوریل تا سپتامبر ۲۰۱۶ پخش شد. فصل دوم انیمه به دو بخش تقسیم شد که نیمه اول آن از ژوئیه تا سپتامبر ۲۰۲۰ و نیمه دوم از ژانویه تا مارس ۲۰۲۱ پخش شد. همچنین در مارس ۲۰۱۷ یک رمان تصویری ساخته استودیو میجس از این مجموعه منتشر شده‌است.
لایت ناول و هر سه اقتباس مانگا توسط ین پرس در در آمریکای شمالی منتشر شده‌است. در خارج از آسیا مجموعه انیمه تحت لایسنس کرانچی‌رول قرار دارد. لایت ناول‌ها بیش از ۱۱ میلیون نسخه فروخته‌اند و مجموعه انیمه بیش از ۷۰۰۰۰ نسخه ویدئو خانگی فروش داشته‌است.
ری:زیرو به دلیل ارائه مفهومی نو از ایسکای، شخصیت‌های پرجزئیات، دنیا و افسانه‌های پیچیده و موضوعات و مضامین قابل تأمل مورد تحسین منتقدان قرار گرفته اما بخاطر دیالوگ‌های معذب‌آور و اضافی مورد انتقاد قرار گرفته‌است. این مجموعه جوایزی را در جوایز انیمیشن نیوتایپ سال ۲۰۱۵ و ۲۰۱۶ و Sugoi Japan ۲۰۱۷ را دریافت کرد و نامزد بهترین انیمیشن سال در مراسم جوایز انیمه ۲۰۱۶ کرانچی‌رول شد.

## داستان
سوبارو ناتسوکی یک نیت است که به‌طور ناگهانی به دنیایی فانتزی منتتقل می‌شود. در ادامه او با نیمه اِلفی به نام امیلیا آشنا می‌شود که نامزد فرمانروای بعدی پادشاهی لوگونیکا است. سوبارو پس از کمک کردن به او برای مقابله با چند دشمن کشته می‌شود اما چند ساعت در گذشته دوباره زنده می‌شود. او پس از چند بار مردن متوجه می‌شود که با هر بار مردن، می‌تواند دوباره در گذشته بیدار شود و از اول شروع کند. سوبارو پس از کمک موفقیت‌آمیز به امیلیا، به عنوان پیشخدمت در یکی از عمارت‌های روزوال ماترز زندگی می‌کند. به دلیل قدردانی و محبت به امیلیا، سوبارو از توانایی جدید خود برای محافظت از امیلیا و کمک به تخت نشاندن او به عنوان ملکه بعدی استفاده می‌کند. سوبارو در حالی که رنج می‌کشد به دوستان دیگری که در طول راه پیدا می‌کند یاری می‌رساند. سوبارو با هر بار مردن، تمام خاطرات اتفاقات قبل را به یاد دارد که برای همه به جز او فراموش می‌شود.